# Passage du Moulin-des-Prés
Le passage du Moulin-des-Prés est une voie située sur la Butte-aux-Cailles dans le quartier de la Maison-Blanche du 13e arrondissement de Paris à proximité de la place d'Italie.

## Origine du nom
Son nom actuel est dû au voisinage immédiat de la rue du Moulin-des-Prés.

## Historique
Il s'agit à l'origine d'une voie privée, ouverte sous le nom d'« impasse Désirée », avant de prendre le nom d'« impasse du Moulin des Prés ».
En 1895, une partie de l'impasse est supprimée en 1895 à l'occasion de la création de la rue Bobillot. La partie restante, devenue voie publique, est convertie en passage et prend à cette occasion le nom de « passage du Moulin-des-Prés ».

## Bâtiments remarquables et lieux de mémoire

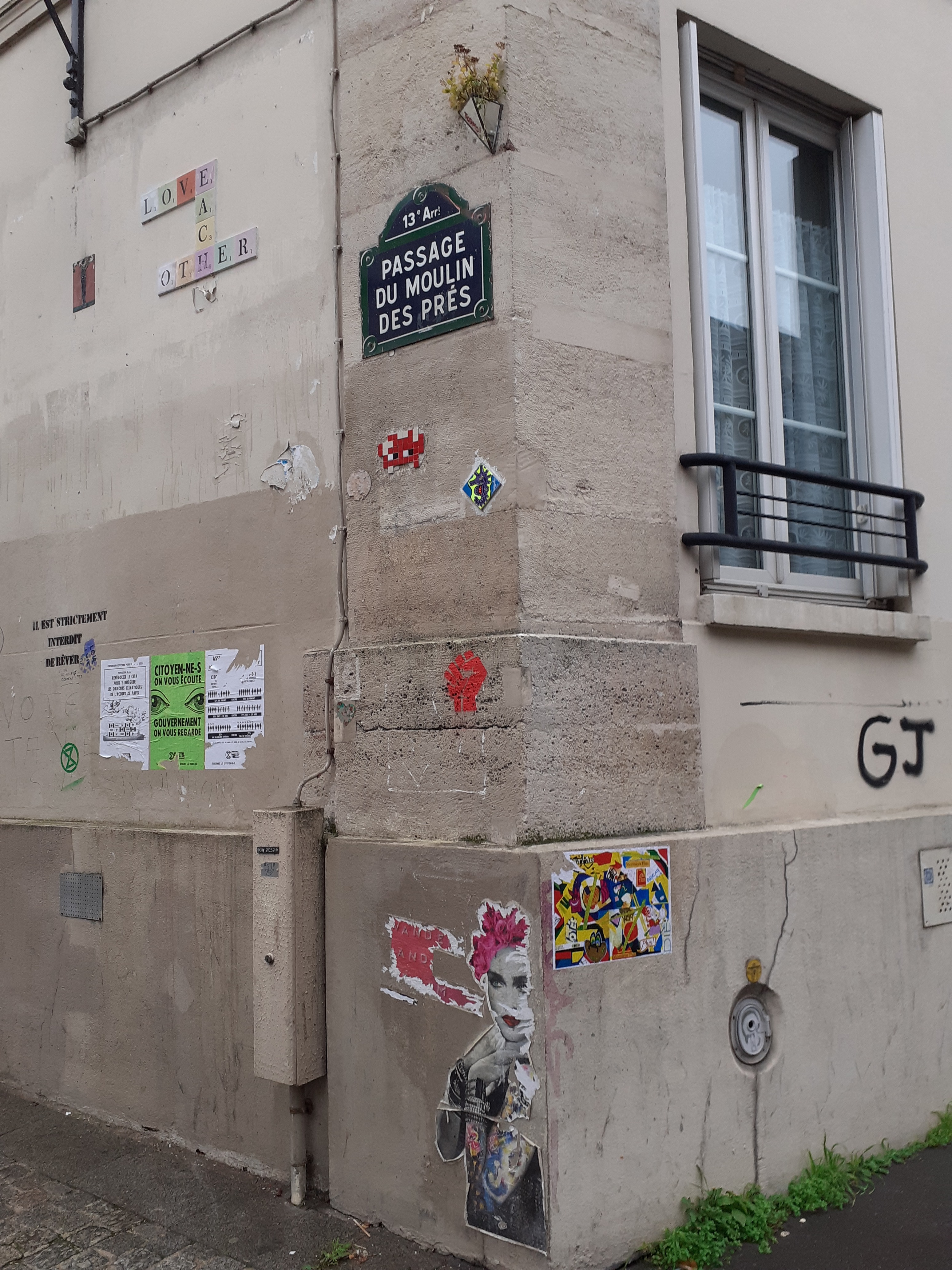
Street art dans le passage.

- Street art dans le passage.Un certain nombre de pochoirs sont peints sur les murs de la rue représentant à une taille presque réelle : un enfant accroupi, une touriste photographe, le chanteur Arno, etc. ainsi que la chanteuse Madonna, à l'angle avec la rue du Moulin-des-Prés.